# Stubnerkogel
Der Stubnerkogel ist ein 2246 m ü. A. hoher Berg der Goldberggruppe im österreichischen Bundesland Salzburg.

## Lage, Geologie und Gewässer
Der Gipfelbereich sowie die südlichen und östlichsten Hänge des Stubnerkogels gehören zur Gemeinde Bad Gastein, Hänge im Westen, Norden und Osten zur Marktgemeinde Bad Hofgastein. Im Westen und Norden fällt der Berg ins Angertal ab, im Osten ins Tal der Gasteiner Ache. Südlich des Stubnerkogels erheben sich der 2463 m ü. A. hohe Zitterauer Tisch mit seinen Vorgipfeln Tischkogel (2410 m ü. A.) und Hirschkarkogel (2003 m ü. A.). Mit dem Tischkogel ist der Stubnerkogel über die Zitterauer Scharte verbunden.
In geologischer Hinsicht setzt sich der Gipfel aus Kalkmarmor, Kalkphyllit und Quarzit der Oberen Schieferhülle des Tauernfensters (Penninikum) zusammen. Darunter liegt zunächst Schwarzphyllit, dann der sanft nach Norden abfallende Angertal-Marmor. An der Südflanke des Gipfelbereichs erhebt sich eine markante Steilstufe aus Kalkmarmor. Am Westhang gibt es oben Glanzschiefer und Phyllite und darunter ein großes Kalk-Marmor-Quarzit-Paket, alle vorgenannten Gesteine gehören noch zur Oberen Schieferhülle. Ab der Zitterauer Scharte steht Granitgneis an, der die Basis der Oberen Schieferhülle darstellt.
Am Berg haben zahlreiche kleine Nebenbäche der Gasteiner Ache ihren Ursprung. Dazu zählen, von Norden nach Süden: der Haberreitgraben, der Esterbach, der Krallbach, der Salesenbach-Süd, der Schwarzwandbach-Süd mit seinem Zubringer Almbach und dessen Zubringern Liftgraben und Kapellengraben, der Wetzlbach mit seinen Zubringern Moserbäche und Winklbach, die Glagfeldrunse und der Hirschkarbach. Außerdem fließt der Rumpelbach zum Angerbach ab.

## Gebäude und Infrastruktur

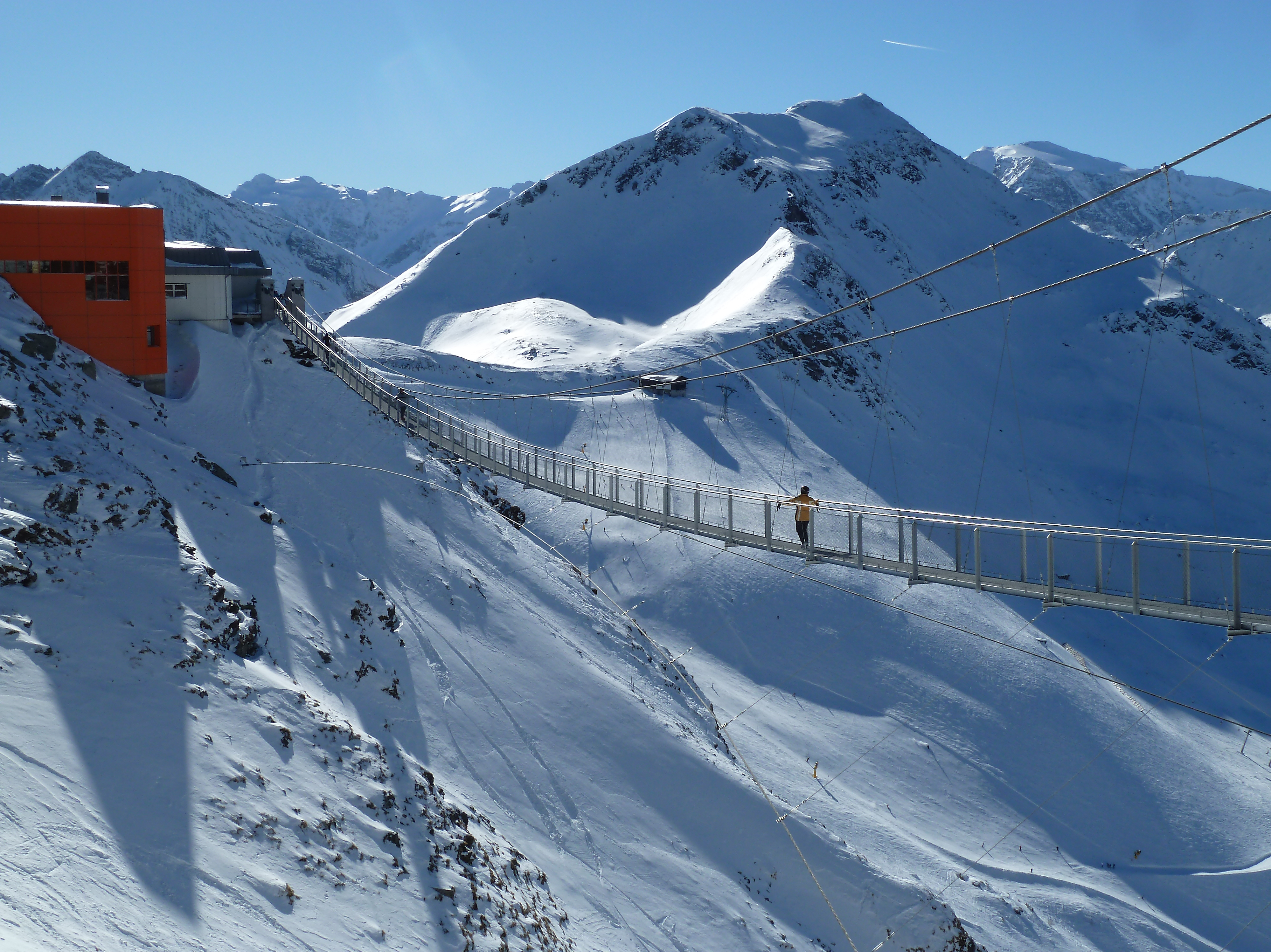
Hängebrücke am Stubnerkogel

In Gipfelnähe liegen die zerstreuten Häuser namens Stubnerkogel, die zur Ortschaft Bad Gastein gehören. An den Hängen befinden sich weitere Siedlungsobjekte. Davon gehören zur Ortschaft Bad Gastein die Rotte Hinterschneeberg, das Alpengasthaus Bellevuealm, die Schihütten Roßhaltlhütte und Salesenhütte sowie die Almen Jungeralm, Streitbergalm und Stubneralm. Teil der Ortschaft Anger ist der Einzelhof Jungerstube. Zur Ortschaft Vorderschneeberg gehören die gleichnamigen zerstreuten Häuser Vorderschneeberg, die Einzelhöfe Haberreith und Hartl sowie die Schihütte Ahornhütte.
Der Stubnerkogel ist sowohl für den Wintersport als auch für den Sommertourismus erschlossen. Am Berg verlaufen Schipisten, die über mehrere Liftanlagen erschlossen sind.
| Name                | Art                                                     | Länge  | Geschwindigkeit | Sommer-Förderleistung | Winter-Förderleistung |
| ------------------- | ------------------------------------------------------- | ------ | --------------- | --------------------- | --------------------- |
| Stubnerkogelbahn I  | Kabinenbahn                                             | 1594 m | 6 m/sek         | 2793 Ps./Std.         | 2793 Ps./Std.         |
| Stubnerkogelbahn II | Kabinenbahn                                             | 1043 m | 6 m/sek         | 2793 Ps./Std.         | 2793 Ps./Std.         |
| Senderbahn          | Kabinenbahn                                             | 2734 m | 6 m/sek         | 2400 Ps./Std.         | 2400 Ps./Std.         |
| Angertalbahn        | kuppelbare Vierer-Sesselbahn mit Witterungsschutzhauben | 1718 m | 5 m/sek         | 1600 Ps./Std.         | 2000 Ps./Std.         |
| Jungeralmbahn       | kuppelbare Vierer-Sesselbahn                            | 1656 m | 5 m/sek         | 2003 Ps./Std.         | 2862 Ps./Std.         |
| Bellevuealm         | fixgeklemmter Einzel-Sessellift                         | 400 m  | 1,5 m/sek       | nicht in Betrieb      | 221 Ps./Std.          |
| Bucheben            | fixgeklemmter Doppel-Sessellift                         | 654 m  | 2,4 m/sek       | 1005 Ps./Std.         | 221 Ps./Std.          |
| Burgstalllift       | Schlepplift                                             | 563 m  | 3,18 m/sek      | nicht in Betrieb      | 1430 Ps./Std.         |

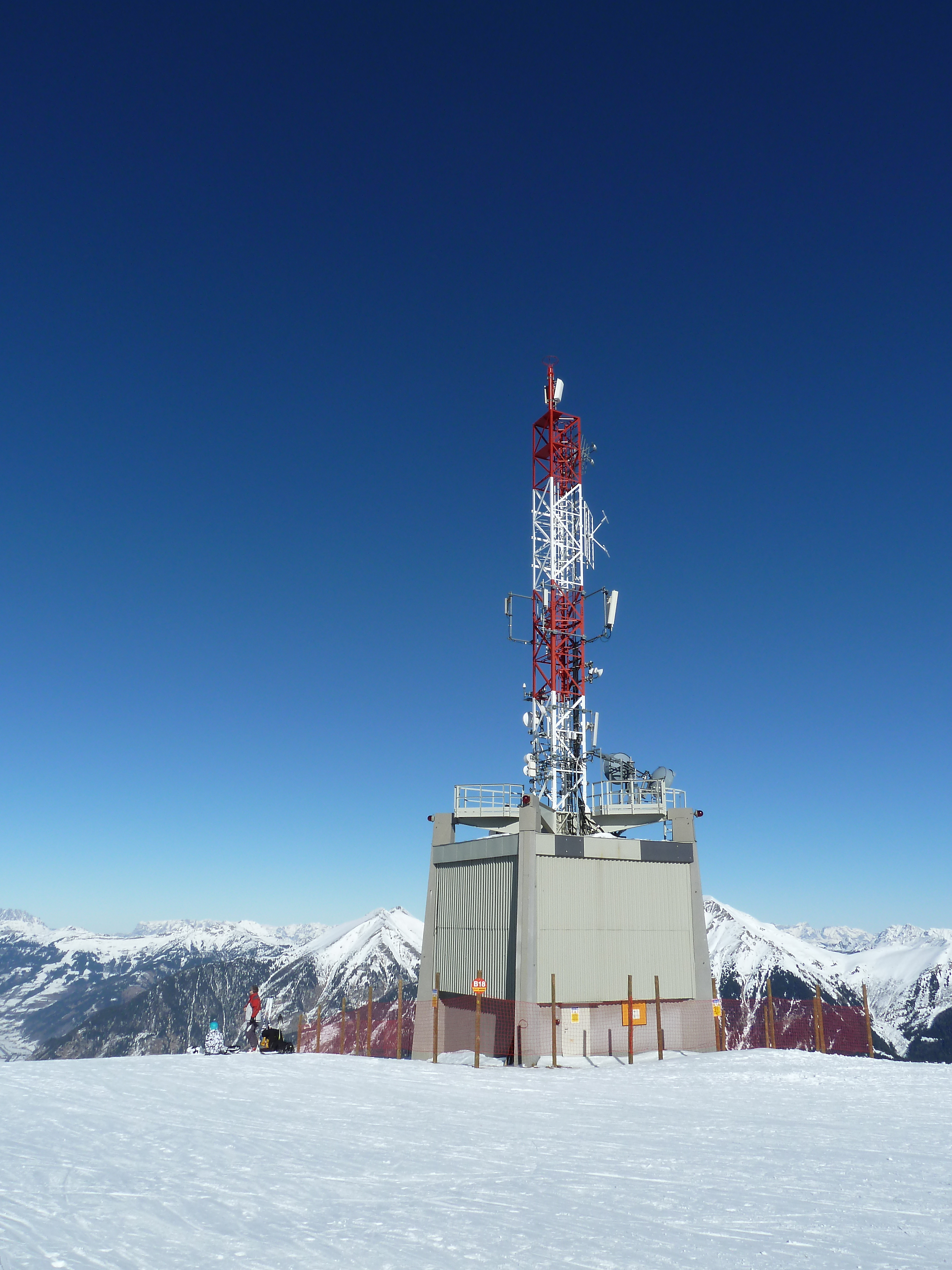
Sender am Stubnerkogel

Eine ORF-Sendeanlage für Radio- und Fernsehprogramme wurde 1957 errichtet. Sie steht auf einer Seehöhe von 2237 m ü. A. Bei der Bergstation der Stubnerkogelbahn befindet sich das Gipfelrestaurant Stubner. Eine Touristenattraktion ist eine 2009 erbaute und 240 Meter lange Hängebrücke, durch deren Gitterboden man in die Tiefe blicken kann. Ferner gibt es mehrere Aussichtsplattformen am Berg.
Über die westlichen Hänge verlaufen die Weitwanderwege Rupertiweg und Salzburger Almenweg. Außerdem gibt es mehrere kürzere Wanderwege, über die der Berg erreicht werden kann. Eine schwere Mountainbikestrecke führt vom Ortszentrum von Bad Hofgastein auf den Gipfel.

## Flora und Fauna
In Gipfelnähe wachsen Fransenenziane (Gentianella ciliata) und Matten-Lieschgras (Phleum hirsutum). Oberhalb der Baumgrenze finden sich außerdem die Pflanzenarten Alpen-Kuhschelle (Pulsatilla alpina), Behaarte Primel (Primula hirsuta), Berg-Nelkenwurz (Geum montanum), Drahtschmiele (Deschampsia flexuosa), Klebrige Primel (Primula glutinosa), Krumm-Segge (Carex curvula), Violett-Schwingel (Festuca violacea), Zwerg-Primel (Primula minima) und Zwerg-Soldanelle (Soldanella pusilla). Auf den Almen breiteten sich nach dem Rückzug der Viehwirtschaft die Arten Grün-Erle (AInus viridis), Besenheide (Calluna vulgaris), Zwittrige Krähenbeere (Empetrum hermaphroditum), Rostblättrige Alpenrose (Rhododendron ferrugineum), Heidelbeere (Vaccinium myrtillus), Rauschbeere (Vaccinium uliginosum) und Preiselbeere (Vaccinium vitis-idea) aus.
An den nordöstlichen Hängen erstreckt sich die Rotwild-Ruhezone Salesenwald, die von 1. November bis 31. Mai nicht betreten oder befahren werden darf. Am Stubnerkogel wurde der Steinadler (Aquila chrysaetos) beobachtet. Bei einer Erhebung der Vogelarten des Gasteinertals in den 1980er Jahren wurden im Stubnerkogelgebiet zudem die Alpenbraunelle (Prunella collaris), das Auerhuhn (Tetrao urogallus) und der Tannenhäher (Nucifraga caryocatactes) als Brutvögel, der Gänsegeier (Gyps fulvus) als Sommergast und der Schwarzmilan (Milvus migrans) als Durchzügler festgestellt.